# Kamimuria digyracantha
Kamimuria digyracantha is een steenvlieg uit de familie borstelsteenvliegen (Perlidae). De wetenschappelijke naam van de soort is voor het eerst geldig gepubliceerd in 2012 door Du & Sun.